# Acrolophus mminor
Acrolophus mminor är en fjärilsart som beskrevs av Dyar 1903. Acrolophus mminor ingår i släktet Acrolophus och familjen Acrolophidae. Inga underarter finns listade i Catalogue of Life.